# Actinochaetopteryx patellipalpis
Actinochaetopteryx patellipalpis är en tvåvingeart som beskrevs av Richter 1986. Actinochaetopteryx patellipalpis ingår i släktet Actinochaetopteryx och familjen parasitflugor. Inga underarter finns listade i Catalogue of Life.